# Misr El-Makasa
Misr El-Makasa Sporting Club (arabisch نادي مصر للمقاصة الرياضي, DMG Nādī Miṣr li-l-Muqāṣṣa ar-riyāḍī), auch als El-Makasa bekannt, ist ein ägyptischer Sportverein mit Sitz in al-Fayyūm, Ägypten. Der Verein ist vor allem für seine Profi-Fußballmannschaft bekannt, die derzeit in der ägyptischen Premier League spielt.

## Geschichte
Der Verein wurde im Jahre 1937 gegründet. Misr El-Makasa war früher unter dem Namen Hweidi Club bekannt. Für kurze Zeit wurde es jedoch als El Fara'na (die Pharaonen) bekannt. Schließlich erhielt der Verein seinen aktuellen Namen, als er einen neuen Hauptsponsor bekam. Nach einigen Versuchen stieg der Verein 2009/10 zum ersten Mal aus der zweiten Liga in der ägyptischen Premier League auf. Der Aufstieg konnte mit einem 2:0-Sieg gegen Wadi El Gedid FC auf dem Heimspielfeld erreicht werden. Der Verein beendete die ägyptische Premier League Saison 2016/17 als Zweiter und konnte sich damit das erste Mal für die CAF Champions League qualifizieren. In der CAF Champions League 2018 scheiterte er allerdings in der ersten Runde an Génération Foot aus dem Senegal.

## Erfolge
- Ägyptischer Vizemeister: 2017